# Колиндяни

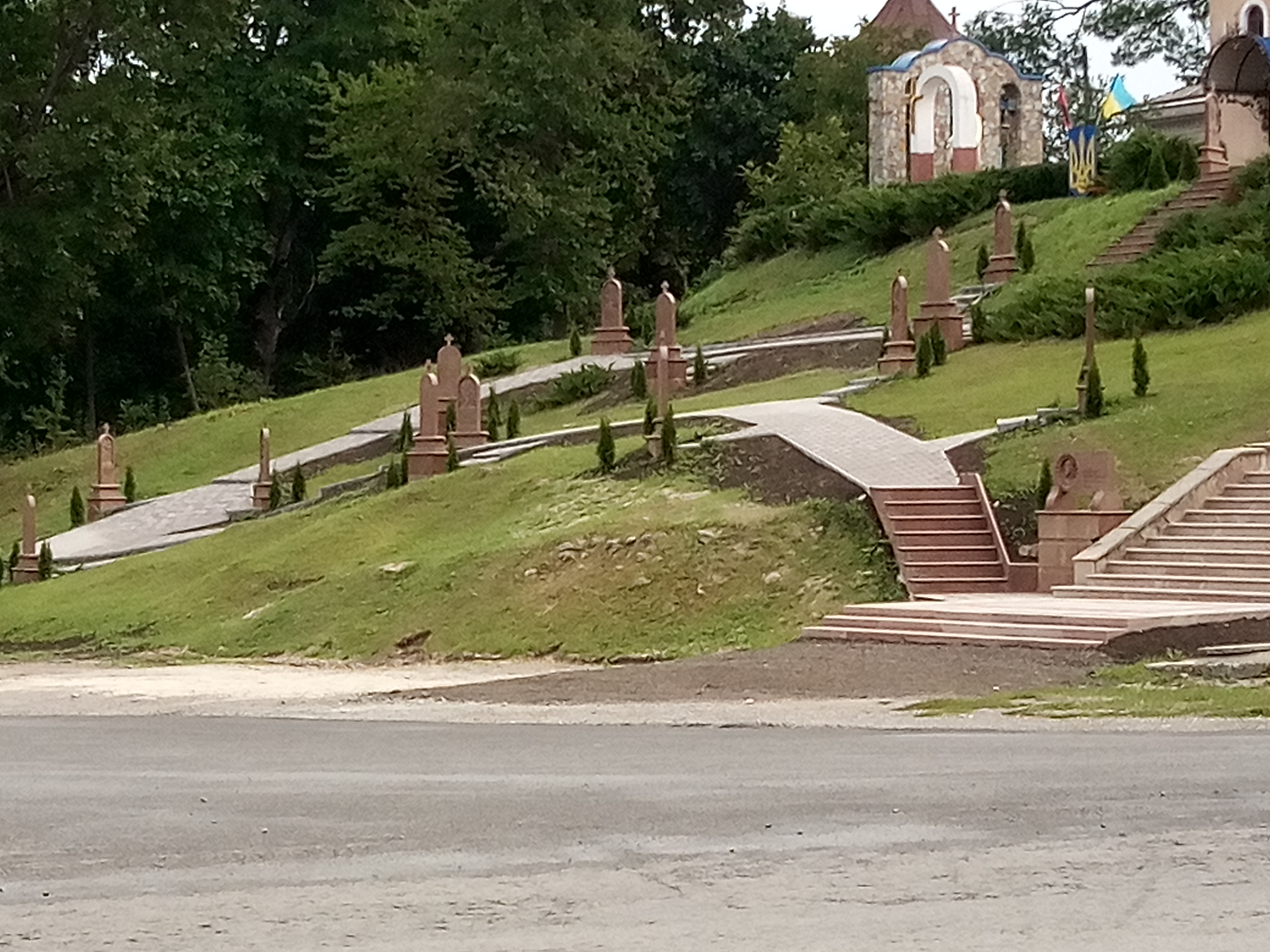
Хресна Дорога село Колиндяни

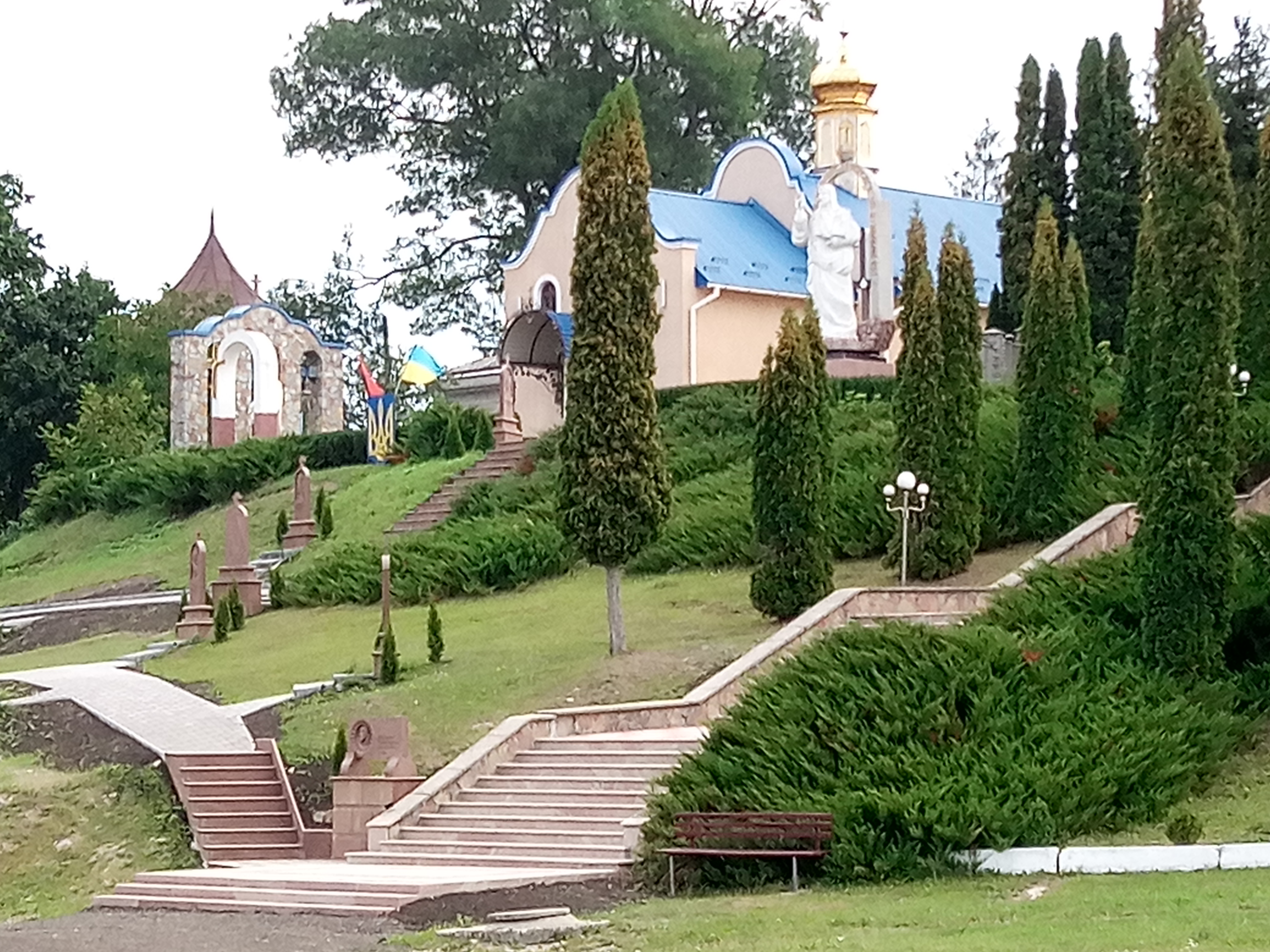
Церква святого Миколая (Колиндяни)

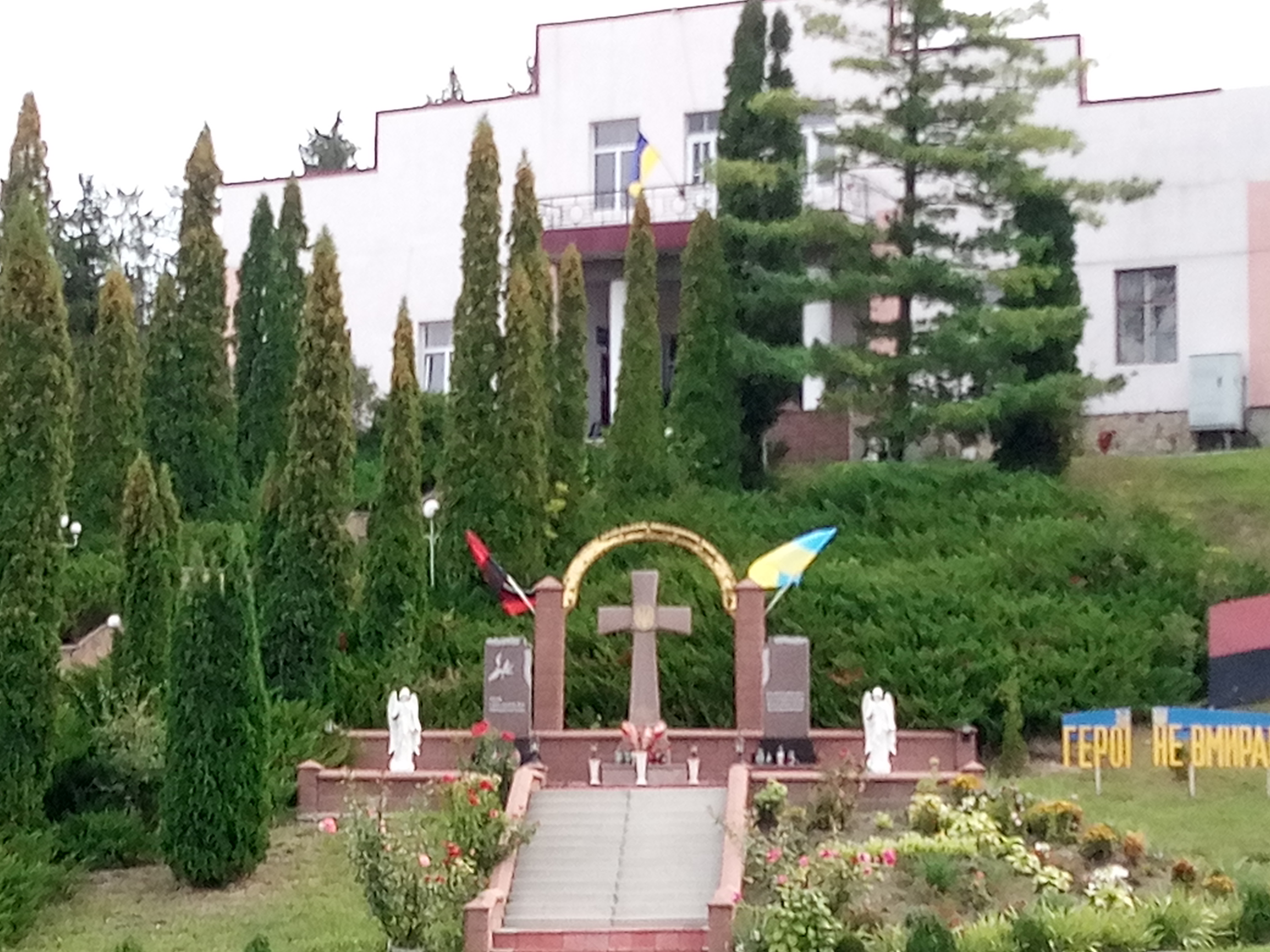
Пам'ятний Хрест Небесні Сотні, Колиндяни

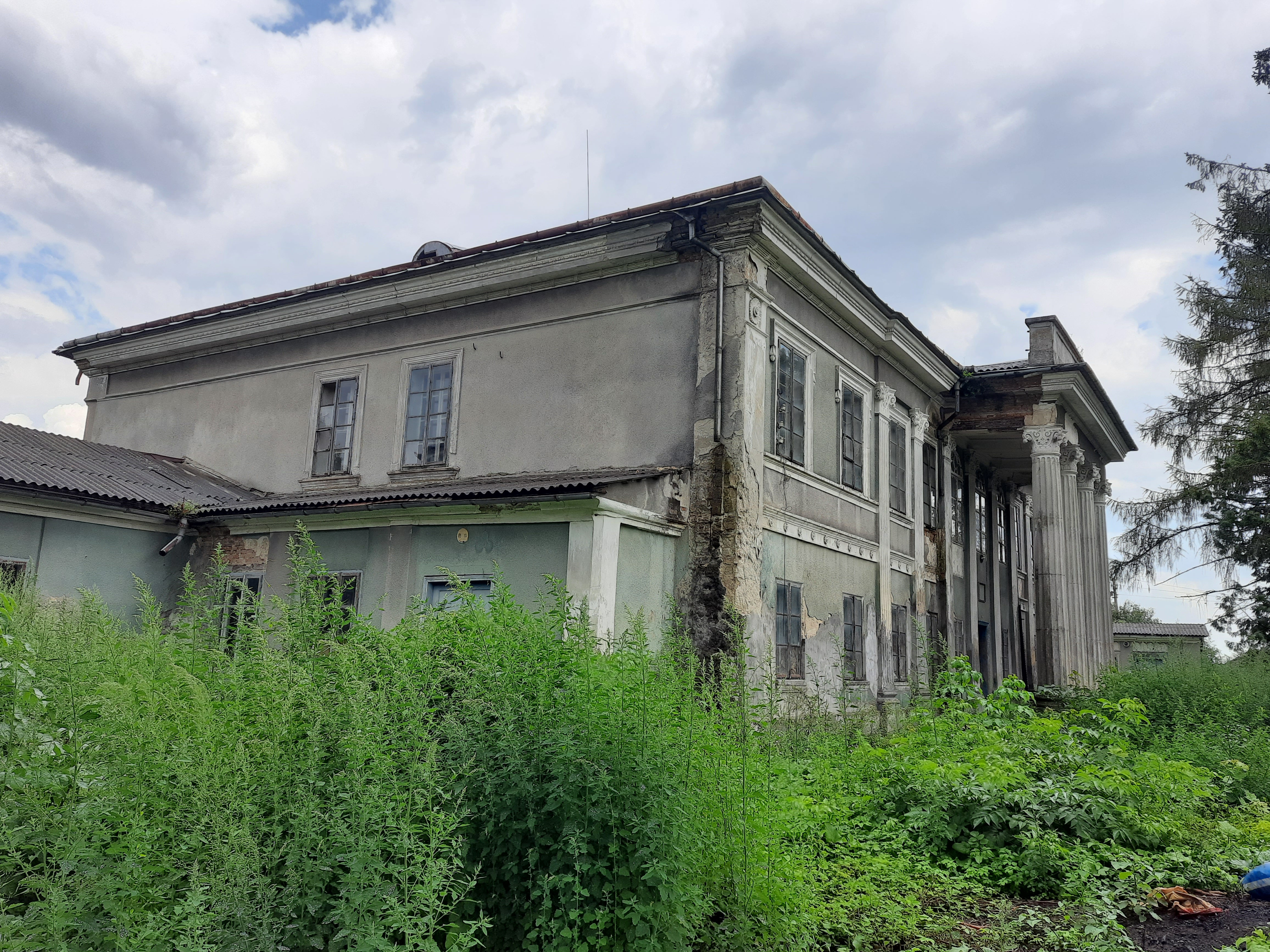
Палац Городецьких поч. XX ст.

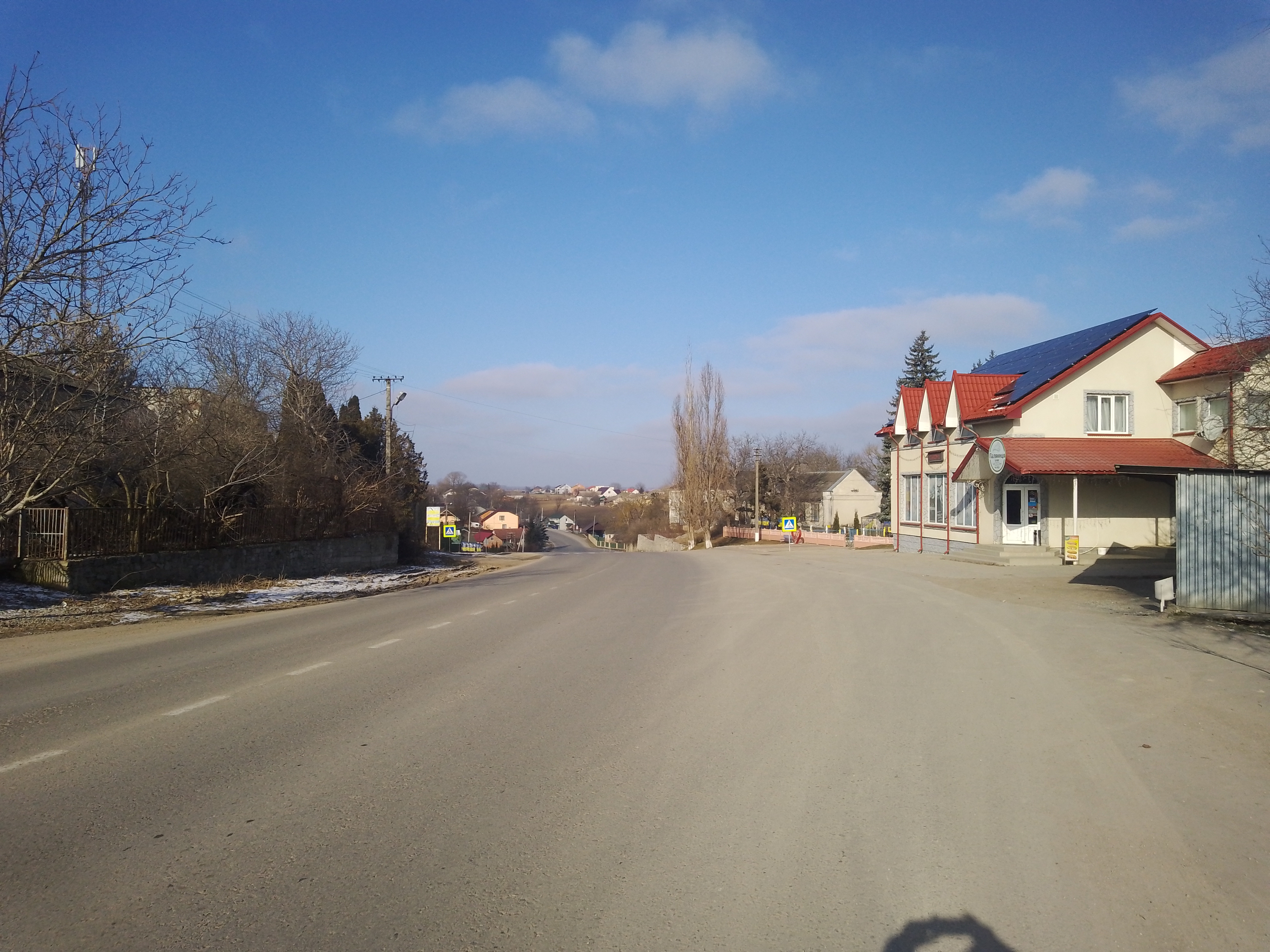
Центральна вулиця села Колиндяни

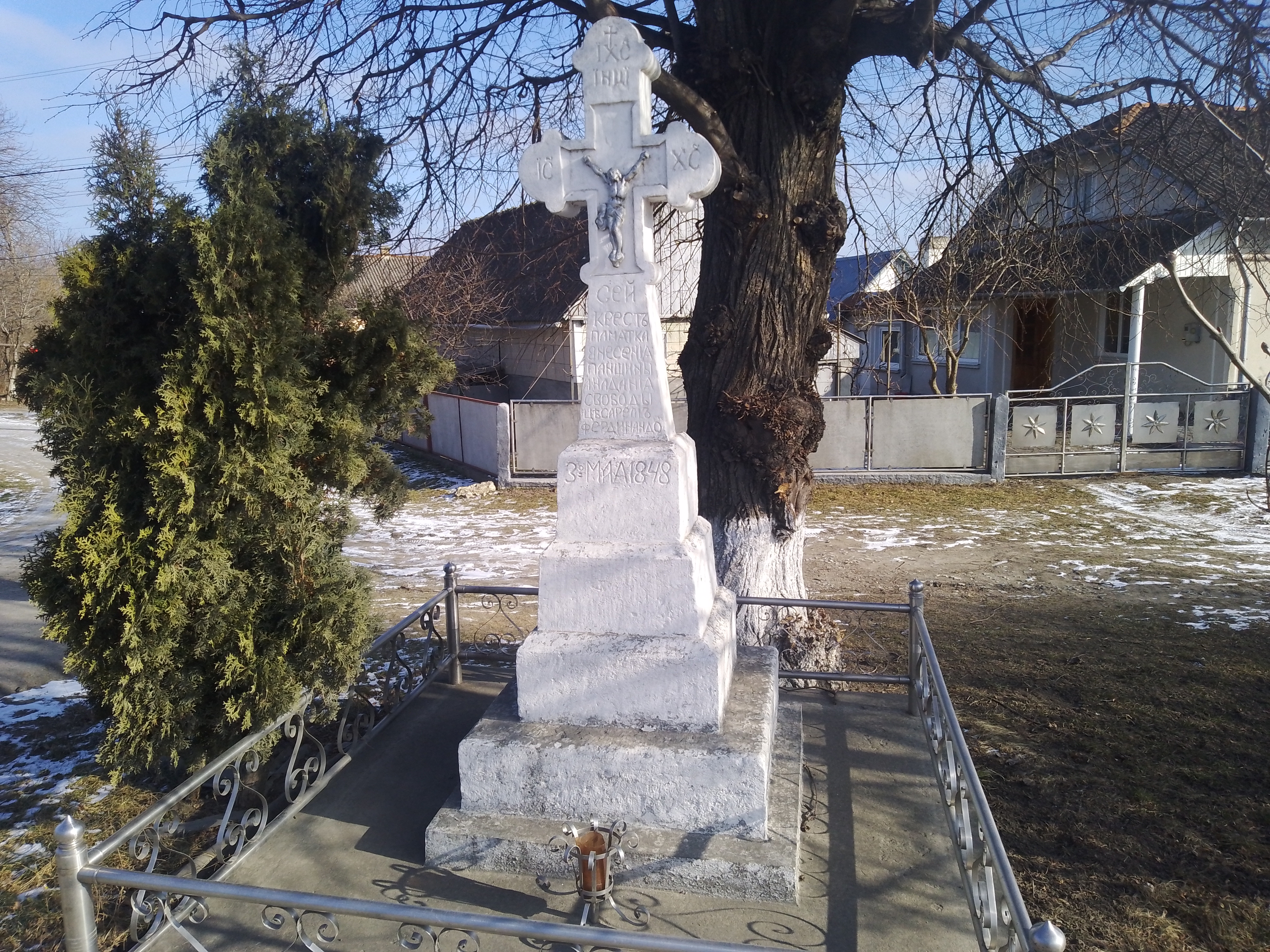
Пам'ятний знак (хрест) на честь скасування панщини в с. Колиндяни

Колиндя́ни — село в Україні, у Колиндянській сільській громаді Чортківського району Тернопільської області. До 2015 центр Колиндянської сільської ради, від 2015 - центр громади. До села приєднано хутори Дубина, За Рікою, Кругляки.

## Географія

### Розташування
Розташоване на берегах річки Нічлавки, басейн Дністра), за 18 км від районного центру і 3  км від найближчої залізничної станції Озеряни. Через село пролягли автошляхи Чортків–Борщів, Гусятин–Борщів.

### Місцевості

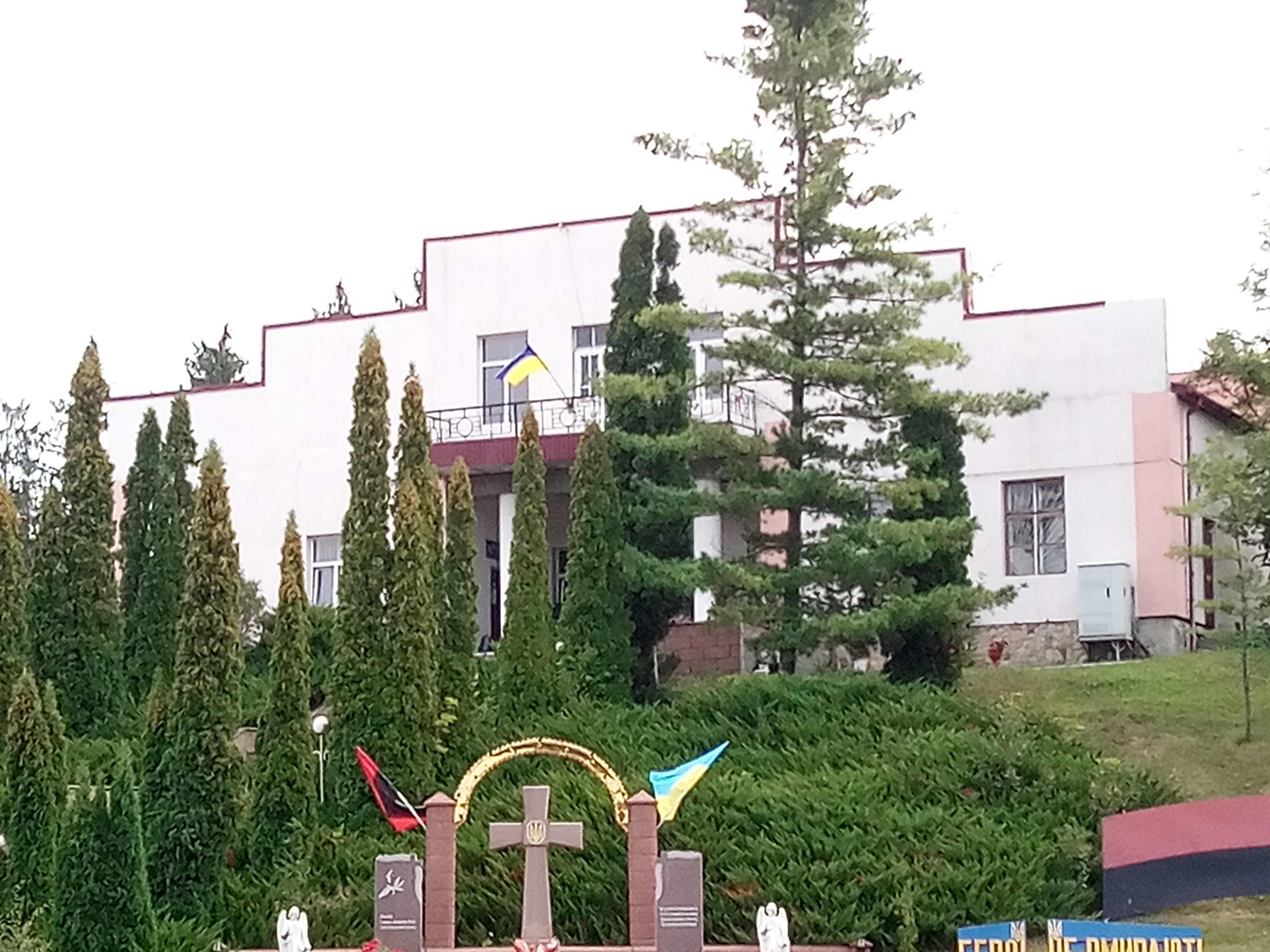
Колиндянська сільська громада

- Колиндянська сільська громадаДубина — хутір, приєднаний до с. Колиндяни. У 1952 р. на хуторі — 1 двір, 8 жителів.
- За рікою — хутір, розташований за 0,7 км від села. У 1952 р. на хуторі — 4 двори, 16 жителів.
- Кругляки — хутір, приєднаний до с. Колиндяни. У 1952 р. на хуторі — 1 двір, 6 жителів.[3]

## Історія

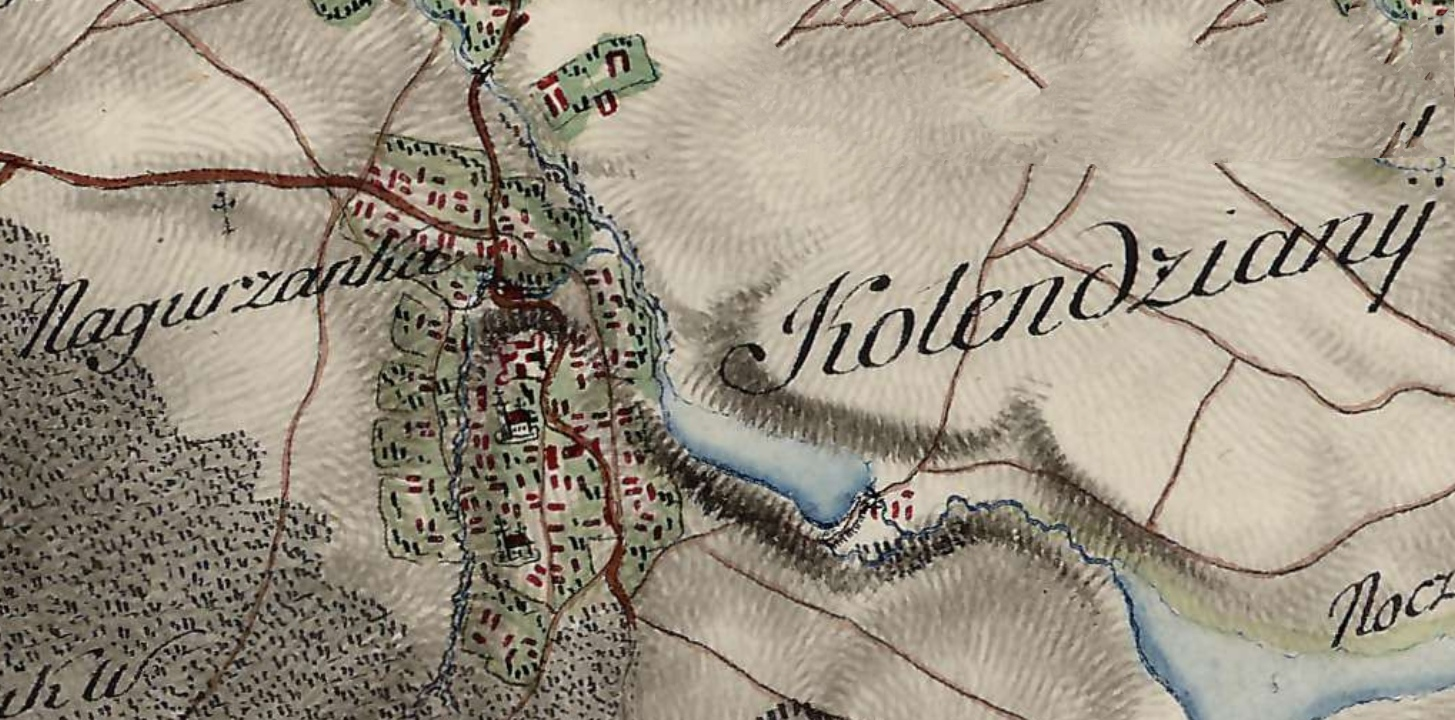
замок у 18ст на мапі Фрідріха фон Міґа

Відомий лінгвіст професор Костянтин Тищенко дійшов висновку, що подібні назви принесені місіонерами кельтської церкви, в пам'ять про святого Колумбана.
Поблизу збереглися 2 давньоруські городища — «Вали Великі» і «Вали Малі». Одне з них, за книгою «Земля Тернопільська», добре збереглося і може слугувати за приклад типового феодального замку на рівнинній місцевості.
Легенди, записані від старожилів, свідчать, що приблизно від XII століття через село пролягав «вольний шлях Київський» із Галича до Києва. У центрі було городище, оточене частоколом і земляним валом. Із тих далеких часів збереглась і назва вулиці — Завал.
Перша письмова згадка про Колиндяни датується 1481 роком.
У XV столітті шляхтичі Стаменські спорудили замок, який у 1840 році перебудували на пізньокласичний палац, що складався з трьох з'єднаних між собою частин: головного житлового корпусу та двох значно змодернізованих давніх веж у кутах.
1661 року село згадано у складі Подільського воєводства, згодом отримало статус містечка.
У 1786 році частина Колиндян зафіксована як містечко Райгород.
Наприкінці XVIII століття Райгород втратив міський статус.
У 1889—1892 pp. проводив археологічні розкопки Готфрид Оссовський.
Відомо, що 1902 році велика земельна власність належала Людвикові Городиському[джерело?].
У селі в 1900 році — 1716 жителів, 1910—1872, 1921—1681, 1931—1776 жителів; у 1921 році — 312, 1931—329 дворів. За Австро-Угорщини функціонувала 2-класна школа з українською мовою навчання, за Польщі — 2-класна утраквістична (двомовна).
Під час німецько-радянської війни загинули або пропали безвісти у Червоній армії 64 мешканці села:
- Степан Барилюк (нар. 1912),
- Мар'ян Беренда (нар. 1909),
- Танас Білінський (нар. 1917),
- Амброзій Боднар (нар. 1906),
- Михайло Боднар (нар. 1902),
- Владислав Вишневський (нар. 1920),
- Микола Волощук (нар. 1909),
- Микола Гаврилюк (нар. 1925),
- Петро Гира (нар. 1915),
- Микола Гоцалюк (нар. 1911),
- Іван Григорчук (нар. 1922),
- Антон Гуменюк (нар. 1909),
- Іван Гуменюк (нар. 1911),
- Іван Дзингель (нар. 1926)
- Михайло Дзингель (нар. 1909),
- Михайло Забіяка (нар. 1903),
- Зенон Івашківський (нар. 1925).

В УПА воювали Григорій Грабець, Григорій Низкогуз, Антін Різник, Володимир Слободян («Гайдамака»), Дмитро Ткачук, Ольга Явна та інші жителі села.
1960-ті—1999 — діяв мішаний народний хор «Нічлава».
З 29 липня 2015 року центр Колиндянської сільської громади.
12 червня 2020 року, відповідно до розпорядження Кабінету Міністрів України № 724-р «Про визначення адміністративних центрів та затвердження територій територіальних громад Тернопільської області» увійшло до складу Колиндянської сільської громади.
19 липня 2020 року, в результаті адміністративно-територіальної реформи та ліквідації Чортківського району (1940—2020), увійшло до складу новоутвореного Чортківського району.

## Символіка
Затверджена 4 серпня 2017 р. рішенням № 355 шістнадцятої сесії сільської ради сьомого скликання.

### Герб
Автор — Ольга Огоренко.
Основою герба є геральдичний щит французької форми закруглений нижньою частиною зеленого кольору — символу життя. Корона з зубцями з листя, староданій хрест посередині корони — символ християнської віри, золотий колір символізує такі чесноти: вірність, чистоту, справедливість та милосердя. Дубове листя символізує могутність та довговічність, червона калина — символ України. Колоски символізують багатство, а кількість відповідає числу населених пунктів у громаді. Фортечна вежа підкреслює приналежність громади до Тернопільської області, а також відображає місцеві історичні укріплення на шляху ворожих набігів (Колиндянський замок — палац), синя смужка символізує головну річку — Нічлаву.

### Прапор
Автор — Ольга Огоренко.
Прапор є прямокутним полотнищем в пропорції 90:60, що складається з двох горизонтальних смуг — синьої в рівному співвідношенні та всередині жовта смуга.
Синій колір — символізує щирість, вірність, відданість, честь, благородство, духовність, чисте небо та воду, бездоганність, молодість, і життєвий ріст та ще вказує на те, що громада розкинулась на берегах річки Нічлава.
Жовтий символізує знатність, могутність, багатство, а також християнські чесноти — віру, справедливість, милосердність та смиренність і те що землі нашої громади щедрі на врожаї. В центрі прапора розміщений герб громади.

### Логотип
Автор — Світлана Савків

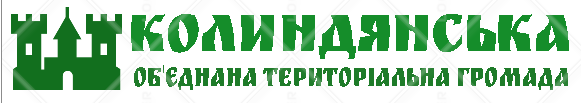
Логотип Колиндян

Логотип громади вказує на назву нашої громади, та зображений ескіз Колиндянського замку-палацу.

## Релігія
- церква святого Миколая, архієпископа Мир Лікійських, чудотворця (ПЦУ[11]; мурована; 1889),
- церква святого Миколая (УГКЦ; мурована; 2009),
- Католицький костел (поч. XX ст.).

Каплички
- одна на місці будинку, де жив і працював Йосиф-Йосафат Білан.
- дві на честь Незалежності України (1994 р., муровані).

## Пам'ятки
У лісовому урочищі «Коло дуба» ростуть дуби Трентовського, один з них — черещатий «Межовий» (понад 360 років), діаметром 185 см, висотою 24 м.

## Пам'ятники
Насипано символічну Могилу українським січовим стрільцям, яка знаходиться на території цвинтаря.
Споруджено:
- пам'ятник полеглим у німецько-радянській війні воїнам-односельцям (1971);
- пам'ятник мученикові за віру о. Йосифу-Йосафатові Білану (1999; скульптор В. Садовник);
- встановлено:
  - 10 релігійних «фіґур»-хрестів;
  - пам'ятний хрест Героям Небесної Сотні та всім борцям за вільну Україну (2016).

Пам'ятний знак (хрест) на честь скасування панщини
Щойновиявлена пам'ятка історії. Розташований в центрі села.
Виготовлений із каменю (2007 р.).

## Населення
| 2497 | 2700 | 2407 | 2427 | 1245 | 1652 |

### Мова
Розподіл населення за рідною мовою за даними перепису 2001 року:
| Мова       | Кількість | Відсоток |
| ---------- | --------- | -------- |
| українська | 1749      | 99.43%   |
| російська  | 10        | 0.57%    |
| Усього     | 1759      | 100%     |

## Соціальна сфера
Наприкінці XIX–на початку XX ст. в селі були створені патріотичні організації і філії товариств «Просвіта», «Сільський господар», «Рідна школа» та інших.
1934 р. в Колиндянах відбувся страйк сільськогосподарських робітників.
До 2005 працював міжшкільний навчально-виробничий комбінат. Зараз працює дитячий садочок «Дзвіночок» (завідувачка — О. А. Дуньчак), будинок культури, сільська бібліотека, амбулаторія загальної практики та сімейної медицини, аптека, ветамбулаторія, ПАП «Нічлава», ТзОВ «Техпродпостач», яке володіє торговою маркою "Колиндянські продукти", ПТ «Юліта» та 7 торговельних закладів.
У пдпорядкуванні громади перебуває Колиндянська сільська бібліотека. До 2016 року бібліотека була філіалом Чортківської районної централізованої бібліотечної системи Чортківської районної ради. При бібліотеці працюють клуби за інтересами: клуб творчої молоді «Перші проби пера», інтернет клуб «П@вутинка», гурток «Книжкова лікарня».

## Облаштування дороги
У 2020 р. по центральних вулицях с. Колиндяни - через Церковну і Підлісну,  встановили асфальт. Дорога веде до храму, кладовища і дитячого садка "Дзвіночок". Востаннє ремонтні роботи проводили 100 років тому. 1 листопада 2020 р. асфальтні роботи повністю завершили.

## Відомі люди

### Народилися
- Дмитро Білинський (1874—1941) — народний майстер художньої різьби по дереву.
- Йосиф Білан — священик УГКЦ, василіянин, багаторічний в'язень комуністичних таборів.
- Дмитро Білинський Джім Горман (справж. — С. Козак; ?—?) — спортсмен (силач).
- Володимир Ковальчук — громадський діяч, меценат у Франції.
- Тарас Коземчук (нар. 1924) — громадсько- культурний діяч, кооператор.
- Андрій Романович (нар. 1972) — спортсмен (волейбол), тренер.
- Володимир Семчишин (нар. 1949) — дириґент.
- Надія Семчишин (нар. 1950) — музикант, педагог.
- Борис Цепін (нар. 1956) — майстер спорту СРСР з важкої атлетики.
- Шемлей Йосип — український мовознавець.
- Марія Шемлей (нар. 1934) — робітниця, громадська діячка.
- Сильвестр Вінницький (або Винницький[16]) — український громадський діяч, керівник Бучацького повітового комітету УНДО, голова Бучацького «Повітового союзу кооператив» (ПСК)[17], голова Бучацьких повітових філій товариств «Сокіл», «Луг»[18], директор Бучацької філії Українського банку (Українбанку)[19], скарбник Бучацької повітової філії товариства «Просвіта»[20]; репресований (на спецпоселенні в Комі АССР перебував до 1961 р.[17]).
- Казімеж Красіцький — польський дипломат.
- Володимир Патола — поет, журналіст.
- Віра Зелінська (1952—2012) — бандуристка, заслужена артистка України.
- Марія Машталяр — заслужений вчитель України.
- Тетяна Жовковська — директор коледжу Тернопільського національного економічного університету, кандидат економічних наук, доцент кафедри фундаментальних дисциплін.
- Лідія Семчишин — кандидат фізико-математичних наук, доцент кафедри фундаментальних дисциплін Чортківського інституту підприємництва і бізнесу Тернопільського національного економічного університету.
- Володимир Заліщук (нар. 1965) — український підприємець, громадський діяч, меценат, депутат.
- Світлана Олександрівна Дячок (нар.1982) — учитеть-методист української мови та літератури, зарубіжної літератури, трудового навчання. Нагороджена Почесною грамотою Верховної Ради України.

### Дідичі
- Корнель Городиський — посол Галицького сейму